# Mihail Iljics Bezborodov
Mihail Iljics Bezborodov (oroszul: Михаи́л Ильи́ч Безборо́дов, moksául: Безбородов Михайила, Bezborodov Mihajila; 1907. január 10. – 1935. március 11.) moksa nemzetiségű költő, író.

## Élete és pályafutása
Sztarije Picsingusi faluban született (ma Jelnyiki járás, Mordvinföld) parasztcsaládban. 1919-ben elvégezte a helyi elemi iskolát, 1929-ben pedig a Szaranszki pártiskolát (szovpartskola), amit követően szülőfaluja elemi iskolájában lett tanító, vezette az olvasóházat (изба-читальня, izba-csitalnya) valamint a járási újságnál is dolgozott.
Első versét az Od Vele (Од веле, Új Falu) című újság közölte le 1927-ben Moraftoma kudsza (Az olvasóteremben) címmel, melyben a falu kulturális életéről énekel. Bezborodov számos versében költőien elevenedik meg a mordvin táj is. Több versét a harmincas években már harmonika- és balalajka-kísérettel énekelték a vidéki fiatalok körtánc közben.
Az elbeszélő költemény műfajában is sikeres volt, Jofksz, kona ulsz (Ёфкс, кона ульсь, Igaz mese, 1929) című műve az első igazán maradandó mordvin költemény. Ugyancsak fontos elbeszélő költeményként tartják számon 1933-ban írt Matovsz kjazsec (Матовсь кяжец, Kioltott harag) című művét, valamint az 1935-ös Voljanksza (Волянкса, A szabadságért) címűt is. Ezen kívül írt karcolatokat, drámákat és elbeszéléseket is.
Domokos Péter irodalomtörténész szerint „Bezborodov az ’új falu’ énekese, a céltudatos emberi tevékenység, az örömmel végzett munka, az életet megkönnyítő gépek témáinak találékony versbefoglalója, a népdal hagyományos kereteit, alakzatait ötletesen gazdagító és modernizáló lírikus.”